# همه اقوام من
همه اقوام من نام آلبومی تصویری است از گروه موسیقی رستاک با گرایش موسیقی فولکلور ایران که در سال ۱۳۸۹ به سرپرستی و آهنگسازی سیامک سپهری، خوانندگی فرزاد مرادی و بهزاد مرادی و کارگردانی لیلا مرآت توسط مؤسسه فرهنگی هنری سینما ۲۴ منتشر شد.

## فهرست آهنگ‌ها
1. بارون (لری فیلی)[۴]
2. رعنا (گیلکی)
3. گل گل (آذری)
4. لیلا (خراسانی)
5. سوزله و سنجله (کردی)
6. بلال (لری بختیاری)
7. مروچان (بلوچی)
8. بیو بریمش(شوشتری)

## همنوازان
- سیامک سپهری: سرپرست گروه و نوازنده تار[۵]
- فرزاد مرادی: خواننده و نوازندهٔ دوتار، سه‌تار، قوپوز، تارباس، دهل و تامبورین
- بهزاد مرادی: خواننده و نوازندهٔ دف، دهل، قوپوز، کوزه، طاس، دسرکتن و تامبورین
- اکبر اسماعیلی‌پور: نوازندهٔ تار
- رضا عابدیان: نوازندهٔ کمانچه و تارباس آرشه ای
- پیران مهاجری: نوازنده عود و دهلک
- سارا نادری: نوازندهٔ دوتار، سه تار، دسرکتن، رباب و تنبک
- محمد مظهری: نوازندهٔ کمانچه
- سحر ابراهیم: نوازندهٔ قانون
- یاور احمدی فر: نوازندهٔ دف، دایره و دهل
- کاوه سروریان: نوازندهٔ سرنا، لبک، بالابان و نی
- سارا احمدی: نوازندهٔ دف و سازهای کوبه ای